# Jan Jindřich Marek
Jan Jindřich Marek, křtěný jako Jan Nepomuk Amadeus Marek (4. listopadu 1803 Liblín – 3. listopadu 1853 Kralovice), byl český obrozenecký kněz a spisovatel. Svá díla publikoval pod pseudonymem Jan z Hvězdy.

## Život
J. J. Marek se narodil do rodiny učitele Františka Marka. Vystudoval gymnázium v Plzni, dvouletý kurz filozofie a v roce 1826 dokončil studia teologie. Z období studií pochází Markův pseudonym, neboť byl často učitelem Minikatim kárán za nepozornost: „Jene, jste zase ve hvězdách.“
Stal se knězem proti své vůli na přání přísného otce. Během své duchovenské dráhy působil mimo jiné v Plasích, Kozojedech a v Kralovicích. Většinu svých děl vytvořil během svého čtrnáctiletého působení na kozojedské faře (1832–47). Pamětníci prý o něm vyprávěli jako o muži společenském. Rád docházíval do Liblína, kde se stýkal s proslulými vlastenci Vilímem hrabětem z Wurmbrandu a vrchním liblínského panství básníkem Václavem Jaromírem Pickem. Rád také konával z Kozojed výlety na Libštejn, Krašov a Kaceřov. Své básně a povídky, uveřejňoval v časopisech Květy české, Vlastimil, Časopis Českého musea, Bibliotheka zábavného čtení, Jindy a nyní aj. V letech 1843–47 vyšly v 10 svazcích jeho sebrané spisy. I. svazek obsahoval balady, romance, pověsti a legendy, II. svazek drobné písně a básně, svazek III.–V. Jarohněv z Hrádku (delší povídky z dob Jiřího z Poděbrad), svazek VI. a VII. Mastičkář (povídka z doby Jindřicha Korutanského), svazek VIII. Známosti z průjezdu a Harfenice, svazek IX. Nocleh na Kaceřově, Čechové v Prusích, Hrob milenců a Volšanský zámek, svazek X. Jiří z Doupova, Radomíra a Čechové před Mediolánem. Látku si vybíral hlavně z české minulosti, přítomnost ho nevábila. V roce 1847 byl přeložen do Kralovic. Tam v 50 letech zemřel na vodnatelnost. „Živ byl Bohu, svým a vlasti zdejší farář z Hvězdy Jan, spisy jeho, květy krásné, zdobí vlastenecký lán“, hlásá nápis nad jeho hrobem nedaleko kralovického kostela.
První literární pokusy spadají do období střední školy v Plzni, za jeho univerzitních studií Markovi vyšly první dvě knihy. Při psaní povídek respektoval historická fakta, ale snažil se, aby byly poučením pro současnost. Povídky prodchnuté romantikou se téměř blíží pohádkám a jsou tak srozumitelné i pro děti. Vzorem Marka byl skotský autor Walter Scott.
Obliby ve své době dosáhly básně Návrat z Palestiny, Muromská korouhev, Slepého krále smrt nebo Horymírův skok, z povídek Radomíra nebo Čechové před Mediolánem.
Některé Markovy básně byly zhudebněny, např. báseň České písně zhudebnil Bedřich Smetana hned třikrát – poprvé v roce 1860 jako mužský sbor, podruhé v roce 1868 jako kantátu pro smíšený sbor a klavír a naposledy v roce 1878 pro orchestrální doprovod – dále ji zhudebnil neznámý autor, Franc, J. L. Zvonař a E. Vašák. Zhudebněny byly také básně Jarní, Ranní, Večerní či Kozácký pochod.

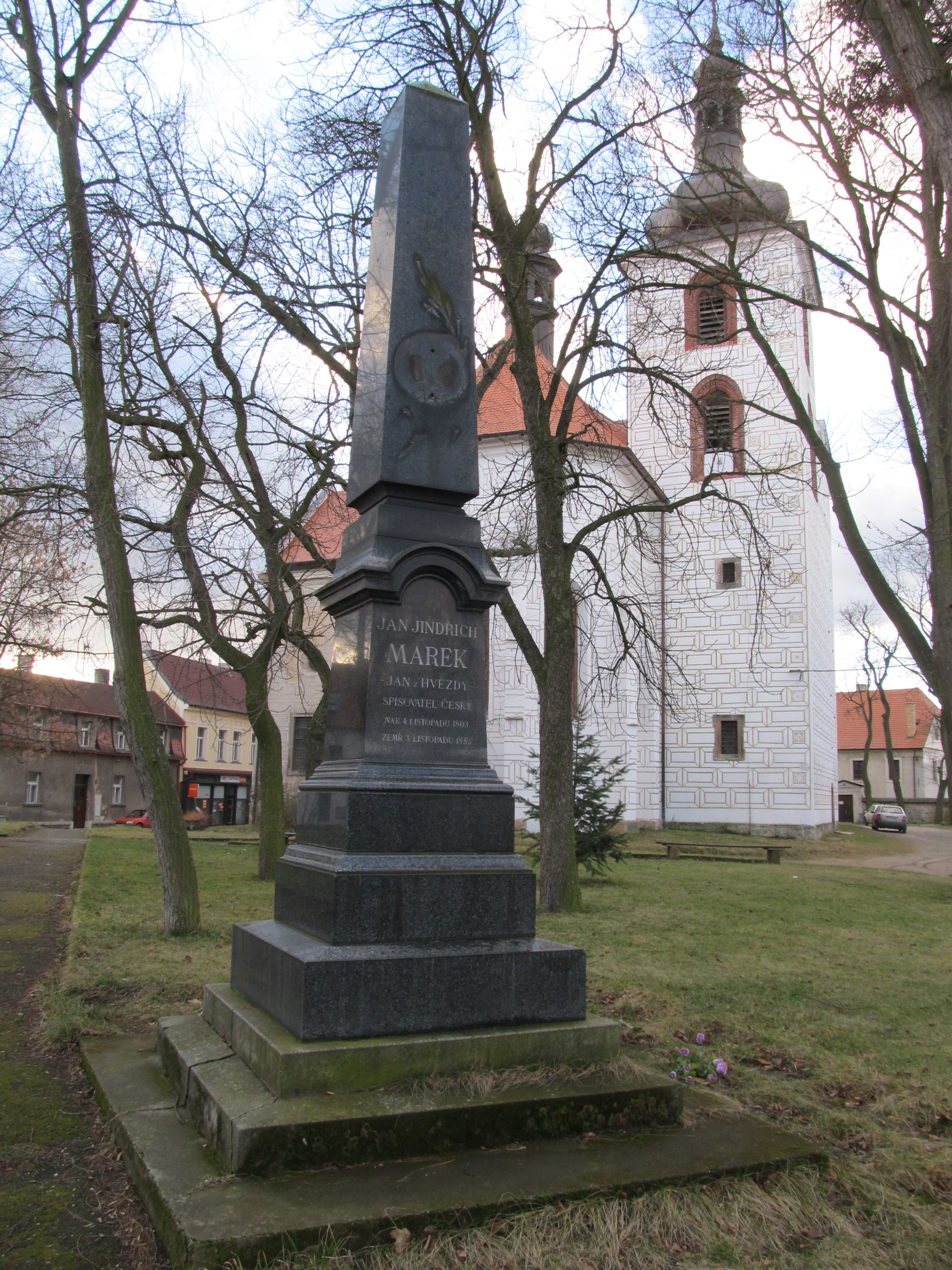
Kralovice - pomník spisovatele Jana Jindřicha Marka (Jana z Hvězdy)

## Dílo
- Básně J. J. Marka (1823) – sbírka básní
- Konvalinky (1824) – soubor drobných próz
- Jarohněv z Hrádku (1834) – historická povídka z období vlády Jiřího z Poděbrad
- O důstojenství kněžském: kázaní na den Početí blahoslavené Panny Marie (1836, pod vl. jménem)
- Známosti z průjezdu (1838)
- Balady, romance, pověsti a legendy (1843)
- Templáři v Čechách (1843)
- Mastičkář (1845) – historická povídka z doby Jindřicha Korutanského. (Dostupné online.)
- Harfenice
- Drobné povídky (1845, 1847)
- Čechové v Prusích
- Písně i jiné drobné básně
- Přivitan, kmet staropražský (1855)

### Obsah povídky Mastičkář
Hlavní postavou je mastičkář Severín, podivín, který chodí od vesnice k vesnici se svým pomocníkem Rubínem. Ten zastával roli šaška i laboranta. Měl za úkol nalákat co nejvíce lidí. Mistr Severín dovedl léčit nejen choroby tělesné, ale i duševní. Kdo si nevěděl rady, uchýlil se k němu. Pomoc a radu u něj hledala i Lidka, dcera konířova od Bílého lva. Lidka byla zamilována do šlechtice z Bergova. Sliboval jí, že si ji vezme za ženu. Lidka mu uvěřila a podlehla mu. A jak je známo v té době to byl velký hřích. Ze slibu sešlo protože, Bergov byl proti své vůli zasnouben s kněžnou Eliškou. Pro Lidku to byla velká hanba a také se bála svého otce, proto raději utekla z domova. Do Lidky byl zamilován pacholek Ježek, který si Lidku bez váhání vzal, ale Lidka jej nechtěla. Severín neví jakou radu dát a proto odchází do Prahy. Někdo chce otrávit kněžnu Elišku ale pokus se nezdaří, Eliška dostane od mistra Severína protijed. Ze strachu odjíždí tajně do Nymburka. Ukazuje se, že mistr Severín není tím za koho se vydává. Býval to rytíř se jménem Roland. O němž bylo známo jak je udatný.
V zemi České vládl král Korutanský. Severín ho však neměl rád, byl vlastenec a proto nechtěl aby české zemi vládl německý král. Čím víc vláda krále Jindřicha Korutanského slábla, tím větší moc získávala kněžna Eliška. Král Jindřich se z posledních sil smažil ovládnout Prahu. To se mu ale nepodařilo. Čechové se začali starat o to koho by měli zvolit za manžela kněžně Elišce. Lidka se navrátila zpět domů, ale věčné výčitky jejího otce, lítost a nešťastná láska ji připravily o zdraví a nakonec i o život. Čechové vybrali za manžela kněžně Elišce Jana Lucemburského.